# Уральские локомотивы
Уральские локомотивы — предприятие железнодорожного машиностроения, расположенное в городе Верхняя Пышма, в 7 километрах к северу от Екатеринбурга.
Полное (сокращённое) название — Общество с ограниченной ответственностью «Уральские локомотивы» (ООО «Уральские локомотивы»). Совместное предприятие «Уральские локомотивы» создано Группой Синара (50 %) и концерном Siemens AG (50 %), начало действовать 1 июля 2010 года. В апреле 2025 года Siemens AG  продало свою долю в компании за 2,157 млрд рублей акционерному обществу «Отавит».
Предприятие выпускает грузовые электровозы постоянного тока с коллекторным тяговым приводом серии 2ЭС6 «Синара», грузовые электровозы постоянного тока с асинхронным тяговым приводом серии 2ЭС8 «Малахит», а также скоростные электропоезда «Финист» (постоянного тока серии ЭС104 и двухсистемного питания серии ЭС105). Ведутся работы по расширению модельного ряда тягового и пассажирского подвижного состава.
Ранее предприятие выпускало грузовые электровозы переменного тока 2ЭС7 «Чёрный гранит», грузовые электровозы постоянного тока с асинхронным тяговым приводом серии 2ЭС10 «Гранит», а также скоростные электропоезда «Ласточка» (двухсистемного питания серии ЭС1П и постоянного тока серий ЭС2Г и ЭС2ГП).
Основной потребитель продукции — Открытое акционерное общество «Российские железные дороги» (ОАО «РЖД»).

## История
Завод основан в 1974 году, как Верхнепышминский завод сварных машиностроительных конструкций (ЗСМК), филиал ПО «Уралмаш». Начал работу в 1981.
В 1990-х к Уралмашу и ЗСМК проявил интерес Каха Бендукидзе. Систематически скупая акции предприятий он к 1996 году сумел создать ОАО «Уральские машиностроительные заводы» (позже переименовано в ОАО «Объединённые машиностроительные заводы»).
16 апреля 2004 года на внеочередном собрании акционеров ОАО «Завод сварных машиностроительных конструкций» принято решение о переименовании предприятия в ОАО «Уральский завод железнодорожного машиностроения». Заключен договор с группой «Синара» на управление предприятием.
- 2004 год — на предприятии начат проект по созданию серийного производства магистральных грузовых локомотивов постоянного тока нового поколения серии 2ЭС6.
- 2006 год
  - освоена модернизация грузовых электровозов ВЛ11 с продлением срока службы (в 2005—2009 годах проведена модернизация 34 локомотива).
  - выпущен первый опытный образец магистрального грузового электровоза постоянного тока с коллекторными тяговыми двигателями 2ЭС6[7]
- 2007 год — система менеджмента качества предприятия сертифицирована по международным стандартам ISO 9001.
- 2008 год — начат серийный выпуск электровозов постоянного тока 2ЭС6 и проектирование более мощных электровозов постоянного тока с асинхронным приводом 2ЭС10
- 2009 год
  - введён в эксплуатацию первый пусковой производственный комплекс мощностью 60[8] двухсекционных локомотивов в год.
  - подписано трёхстороннее соглашение между ОАО «РЖД», Группой Синара и концерном Siemens AG об организации серийного производства электровозов с асинхронным типом привода и комплектующих для них[9].
- 2010 год
  - 1 июля — начало деятельности ООО «Уральские локомотивы». Завершение проектирования электровоза 2ЭС10[10].
  - ноябрь — выпущен опытный образец грузового электровоза постоянного тока с асинхронными тяговыми двигателями 2ЭС10 «Гранит».
- 2011 год
  - 7 сентября — подписано трехстороннее соглашение между ОАО «РЖД», Группой Синара и компанией Siemens AG о поставке электропоездов «Ласточка» и локализации их производства в России[11].
  - заключён контракт между ОАО «РЖД» и ООО «Уральские локомотивы» о поставке 1200 вагонов электропоездов ЭС2Г «Ласточка» с 2015 по 2020 годы[12].
- 2012 год
  - май — начато строительство производственного комплекса по выпуску электропоездов ЭС2Г «Ласточка»[13].
- 2013 год
  - 25 мая — сварка первого в истории отечественного железнодорожного машиностроения кузова вагона из экструдированного алюминия на производстве поездов «Ласточка»[14]
  - ноябрь — состоялся запуск производственного комплекса электропоезда ЭС2Г «Ласточка» с участием Президента России В. В. Путина[15]
- 2014 год
  - март — произведён и направлен на сертификационные испытания новый магистральный грузовой локомотив переменного тока с асинхронным тяговым приводом 2ЭС7[16]
  - 30 мая — выпущен первый экземпляр уральского скоростного электропоезда «Ласточка» серии ЭС2Г[17].
  - 30 мая — получен сертификат соответствия РСФЖТ на серийное производство магистрального грузового электровоза переменного тока с асинхронными двигателями 2ЭС7[источник не указан 2731 день].
  - 30 декабря — получен сертификат соответствия РСФЖТ на серийное производство электропоезда «Ласточка» (ЭС2Г)[источник не указан 2731 день].
- 2015 год
  - 1 апреля — получен сертификат соответствия РСФЖТ на серийное производство тележек для скоростных электропоездов «Ласточка» (ЭС2Г)[источник не указан 2731 день].
  - 9 июля — подписан меморандум о выпуске вагонов для высокоскоростных электропоездов «Сапсан». Документ предусматривает изготовление заводом дополнительных вагонов, которые будут включены в действующие составы на магистралях РЖД[источник не указан 2731 день].
  - 9 июля — Торжественный пуск производства новой модификации электропоезда «Ласточка» — ЭС2ГП «Премиум».[источник не указан 2731 день].
  - 1 октября — электропоезд «Ласточка» ЭС2Г начал перевозить пассажиров на регулярных рейсах на участке Москва — Крюково — Тверь Октябрьской железной дороги в качестве пригородного экспресса[18].
  - 5 ноября «Ласточки» ЭС2Г начали работу на пригородных маршрутах Свердловской области до Нижнего Тагила и Каменска-Уральского[19].
- 2016 год
  - 18—29 февраля — проведены эксплуатационные испытания электровоза переменного тока 2ЭС7. Электровоз преодолел более 13 тыс. км на участке Карталы — Магнитогорск — Инзер. Во время испытаний он провёл 70 поездов. Максимальный вес проводимого поезда достигал 8 тысяч тонн. Также отмечается, что электровоз успешно справился с преодолением многочисленных подъёмов с большим уклоном. Так, на участке Карталы — Орск — Оренбург локомотив с весом 7400 тонн преодолел самый сложный подъём на перегоне Халилово — Сара на скорости 50 км в час. Электровоз 2ЭС7 имеет удельный расход электроэнергии на 15-20 % ниже, чем последние модели отечественных электровозов переменного тока с коллекторным тяговым приводом. В 2014 году электровоз 2ЭС7 № 001 уже успешно прошёл эксплуатационные испытания на Горьковской железной дороге после того, как стал обладателем сертификата соответствия Регистра сертификации на федеральном железнодорожном транспорте[20][21].
  - 26 февраля — получен сертификат соответствия техническому регламенту Таможенного союза ТР ТС 001/2011 «О безопасности железнодорожного подвижного состава» на электровоз переменного тока с асинхронными двигателями 2ЭС7.
  - 12 апреля — отправлен на сертификационные и приемочные испытания первый электропоезд «Ласточка» ЭС2ГП-001 модификации «Премиум»[22]
  - 10 сентября — 33 электропоезда «Ласточка» серии ЭС2Г начали работу на Малом кольце МЖД в качестве городского электропоезда, маршрутная линия которого стала именоваться как московское центральное кольцо[23].
  - 11 ноября — получены сертификаты соответствия техническому регламенту Таможенного союза на электропоезда ЭС2Г с высоким содержанием российских компонентов и систем: системы управления верхнего уровня, тормозной системы, системы кондиционирования и видеонаблюдения[24].
  - 30 декабря — электровоз переменного тока с асинхронными двигателями 2ЭС7 передан РЖД для эксплуатации на БАМ Восточно-Сибирской железной дороги[25].
- 2018 год
  - май — отправлен на сертификационные и приемочные испытания первый электропоезд «Ласточка» ЭС2Г в семивагонном исполнении[источник не указан 2731 день].
  - август — отправлен на сертификационные и приемочные испытания первый уральский электропоезд «Ласточка» двойного питания ЭС1П-001 новой модификации «Премиум»[источник не указан 2731 день].
  - октябрь — получен сертификат соответствия техническому регламенту Таможенного союза на электропоезд ЭС2Г в семивагонном исполнении[26].
  - 1 ноября — скоростные электропоезда «Ласточка» ЭС2Г начали совершать регулярные рейсы по пригородным маршрутам Пермского края[27].
  - 21 декабря — завод «Уральские локомотивы» получил сертификат соответствия требованиям технического регламента Таможенного союза на скоростной электропоезд «Ласточка» ЭС1П, работающий на двух родах тока — постоянном и переменном[28].
  - 28 декабря — первый скоростной 10-вагонный электропоезд «Ласточка» ЭС2Г передан РЖД[29].
- 2019 год
  - март — ОАО «РЖД» и ООО «Уральские локомотивы» подписали соглашение о разработке электропоездов, имеющих двухуровневую компоновку[30].
  - июнь — «Уральские локомотивы» выпустили первую «Ласточку» с системой «машинного зрения»[31].
  - сентябрь — электропоезд «Ласточка» совершил первый международный рейс[32] и пробную поездку по Сибири[33].
  - октябрь — «Уральские локомотивы» заняли седьмое место по производительности труда среди предприятий машиностроительной отрасли в России и первое в Свердловской области[34].
  - ноябрь — завод «Уральские локомотивы» оборудовал все «Ласточки» на МЦК системами автоведения[35].
  - ноябрь — «Уральские локомотивы» подписали контракт с ОАО «РЖД» на поставку 22 грузовых электровозов переменного тока серии 2ЭС7 в период с 2019 по 2021 годы[36].
- 2020 год
  - 31 января — завод «Уральские локомотивы» выпустил тысячный электровоз 2ЭС6 «Синара»[37].

## Руководство
- Генеральный директор, член Правления ООО «Уральские локомотивы» — Спаи Олег Харлампиевич[38].
- Финансовый директор, член Правления ООО «Уральские локомотивы» — Тим Кристиан Брэгер[38].

## Продукция предприятия

### Нынешняя

#### Электровоз 2ЭС6 «Синара»
Электровоз 2ЭС6 предназначен для вождения грузовых поездов на железных дорогах колеи 1520 мм, электрифицированных постоянным током напряжением 3 кВ. Может водить составы весом до 9000 тонн на участках с подъёмом до 8 %.
На электровозе применено независимое возбуждение тяговых двигателей.
Внедрена микропроцессорная система управления и диагностики.
Устройство электрических цепей и расположение оборудования в каждой секции позволяет эксплуатацию электровоза по системе многих единиц, а также автономную работу одной секции электровоза.
Имеется система микроклимата, сантехническое и бытовое оборудование. В январе 2020 года был выпущен электровоз № 1000.

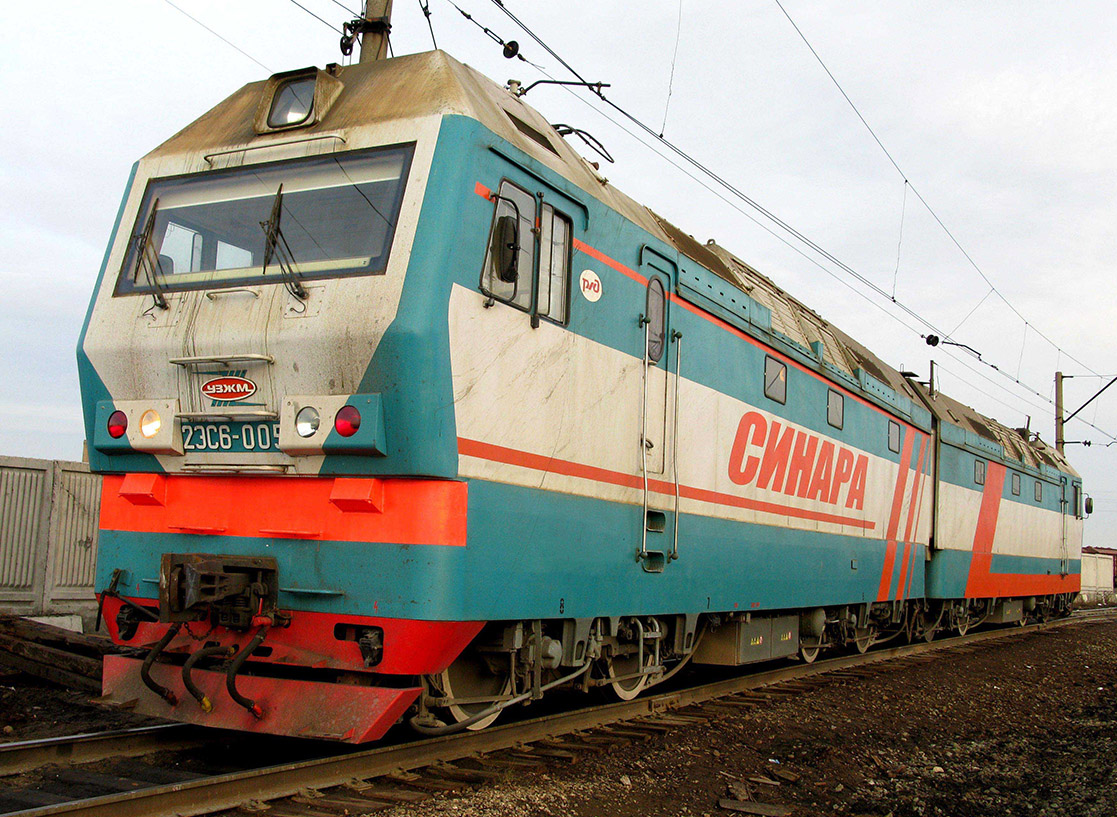
2ЭС6-005 в классической бирюзовой окраске
- 2ЭС6 с грузовыми поездами на станции Шарташ
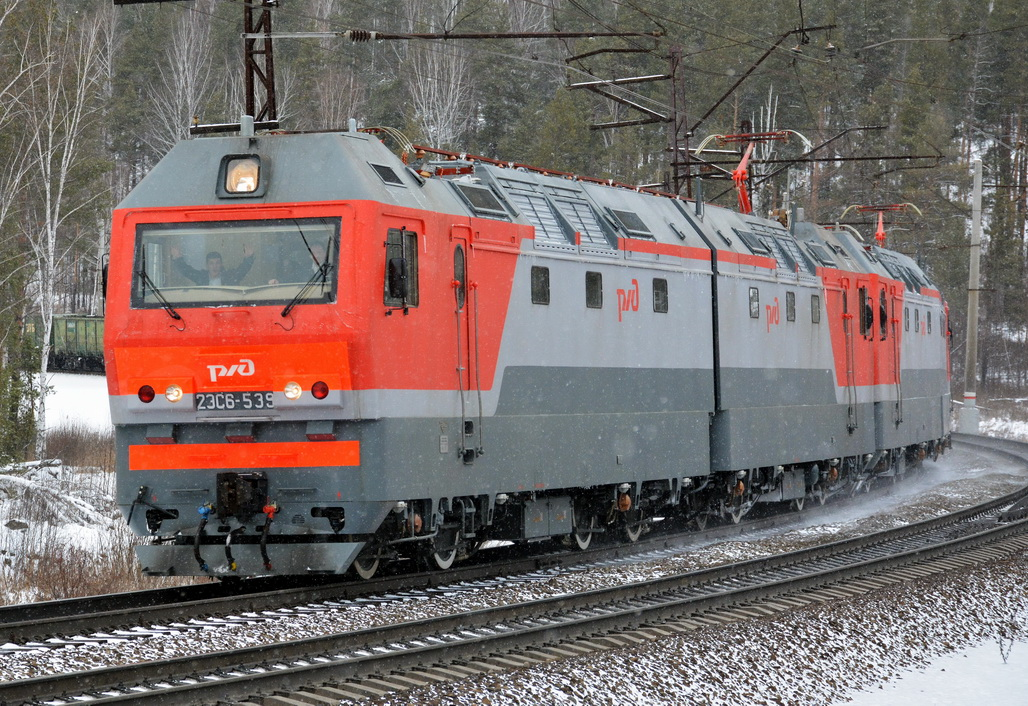
2ЭС6-538+539 в окраске РЖД

#### Электровоз 2ЭС8 «Малахит»

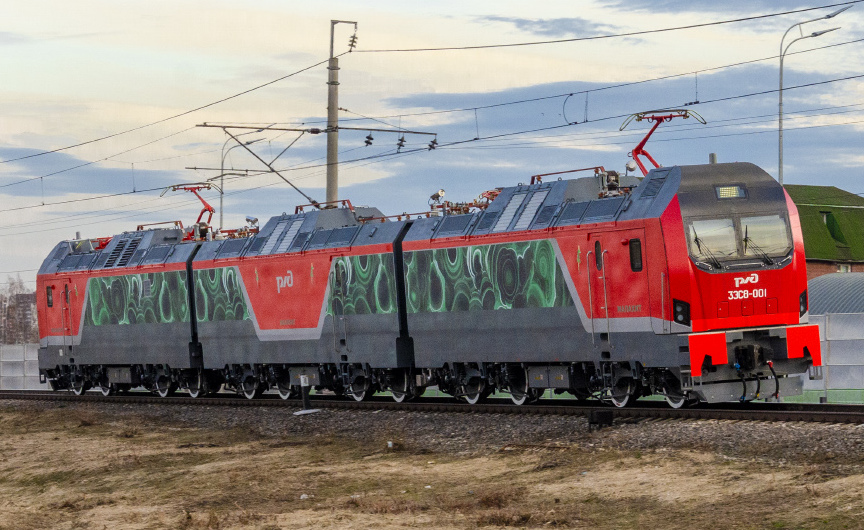
Электровоз 3ЭС8-001 «Малахит» на ЭК ВНИИЖТ

В начале 2020 года Группа Синара на базе конструкции электровоза 2ЭС6 начала разработку проекта грузового двухсекционного электровоза 2ЭС6А с асинхронными электродвигателями. Целью разработки новой модификации 2ЭС6А было создание электровоза с более мощным и надёжным асинхронным приводом на основе российских комплектующих, который в будущем мог бы стать основой для новой перспективной линейки грузовых электровозов, поскольку уже выпускаемые заводом электровозы с асинхронным приводом 2ЭС10 «Гранит» для линий постоянного тока и 2ЭС7 «Чёрный гранит» для линий переменного тока оснащались импортным электрооборудованием производства немецкой компании Siemens, что влекло их высокую стоимость и риски срыва поставок комплектующих в случае изменения валютного курса или ввода санкций. Помимо того, в 2019 году РЖД утвердило новые технические требования на грузовые локомотивы по безопасности, габаритам, тяговым характеристикам и цифровизации, и этим требованиям должны были соответствовать все будущие серии локомотивов.
Осенью 2020 года завод «Уральские локомотивы» представил проект будущего электровоза, в котором наряду с применением нового российского электрооборудования была переработана конструкция кузова и разработана новая форма кабины машиниста с противоударной крэш-системой и новый пульт управления. Летом этого года уже были изготовлены и проходили испытания тяговые электродвигатели, а к концу года завершалась сборка тяговых преобразователей. В начале 2021 года была начата опытная сборка ходовой части и других узлов электровоза, летом изготавливались его кузова, а со второй половине осени по начало 2022 года производился монтаж оборудования. Поставщиками комплектующих для локомотива стали более 70 российских предприятий, при этом порядка 70 % новых технических решений были созданы заново. Учитывая значительные изменения в конструкции по сравнению с электровозами семейства ЭС6, дирекцией тяги РЖД новому локомотиву вместо первоначального ЭС6А было присвоено обозначение ЭС8, а позже серия получила коммерческое наименование «Малахит». Первый опытный электровоз планировалось выпустить в конце 2021 года в двухсекционной компоновке как 2ЭС8, однако в дальнейшем было также решено построить промежуточную бустерную секцию, сформировав трёхсекционный электровоз 3ЭС8. Локомотив был собран преимущественно из комплектующих российского производства, которые составили 94 % от их общего числа. В конце февраля 2022 года электровоз был изготовлен, в марте состоялась его заводская презентация и первичная обкатка на заводе, а начиная с апреля начались его испытания.
Электровоз 2ЭС8 / 3ЭС8 в значительной степени унаследовал конструктивные особенности электровозов 2ЭС6 и 2ЭС10, но имеет существенные отличия от последних. На локомотиве применён цельнонесущий кузов вместо кузова с главной рамой (что увеличивает его прочность и снижает вес), укороченный на 1 метр по сравнению с предшественниками и включающий в себя часть кабины машиниста; новая форма лобовой части кабины машиниста, сходная по конструкции с кабиной электропоездов «Ласточка», оснащённая противоударной крэш-системой и выступающим вперёд буферным брусом по аналогии с электровозами 2ЭС5 и ЭП20; модифицированные тележки с изменённой геометрией рамы и укороченной на 200 мм колёсной базой, двусторонней зубчатой передачей, и тормозными блоками, позволяющими применять автоматический стояночный тормоз. В кабине машиниста применён новый пульт управления с увеличенной рабочей зоной машиниста дугообразной формы, сходный с пультом «Ласточки» и адаптированный к возможности управления электровозом одним машинистом без помощника. Кабина оснащена камерами заднего вида с выводом изображения на экран вместо зеркал заднего вида, дистанционными кранами управления тормозами локомотива и состава, функцией смены кабины в рабочем состоянии, а также комплексом БЛОК-М и интегрированной с ним новой микропроцессорной системой управления, диагностики и безопасности российского производства с функциями автоведения поезда, помощи машинисту, отправки диагностической информации о локомотиве на сервер оператора и точного определения его местоположения с помощью передатчика спутниковой системы ГЛОНАСС. Но главным отличием является новое электрооборудование, в первую очередь асинхронный тяговый привод со специально спроектированными для новой платформы электровозов тяговыми электродвигателями АТД1000, которые существенно превосходят по характеристикам коллекторные двигатели 2ЭС6 и незначительно уступают по мощности импортным двигателями электровоза 2ЭС10 (1000 против 1050 кВт в длительном режиме), но имеют существенно меньший вес, что улучшает тяговые свойства локомотива и снижает его воздействие на путь и износ бандажей колёсных пар. Тяговый преобразователь для питания и управления двигателями, преобразователь собственных нужд, дроссель сетевого фильтра и другое электрооборудование также российского производства. Электровоз оснащён блоком управления проскальзыванием с функцией самообучения, обеспечивающим оптимальное регулирование моментов осей колёсных пар в зависимости от конкретных условий, а также для экономии энергии на нём предусмотрено автоматическое замещение пневматического торможения электрическим и автоматическое подключение питания преобразователя собственных нужд для вспомогательных машин от энергии тяговых двигателей в режиме выбега.

#### Электропоезда ЭС104 / ЭС105 / ЭС106 «Финист»

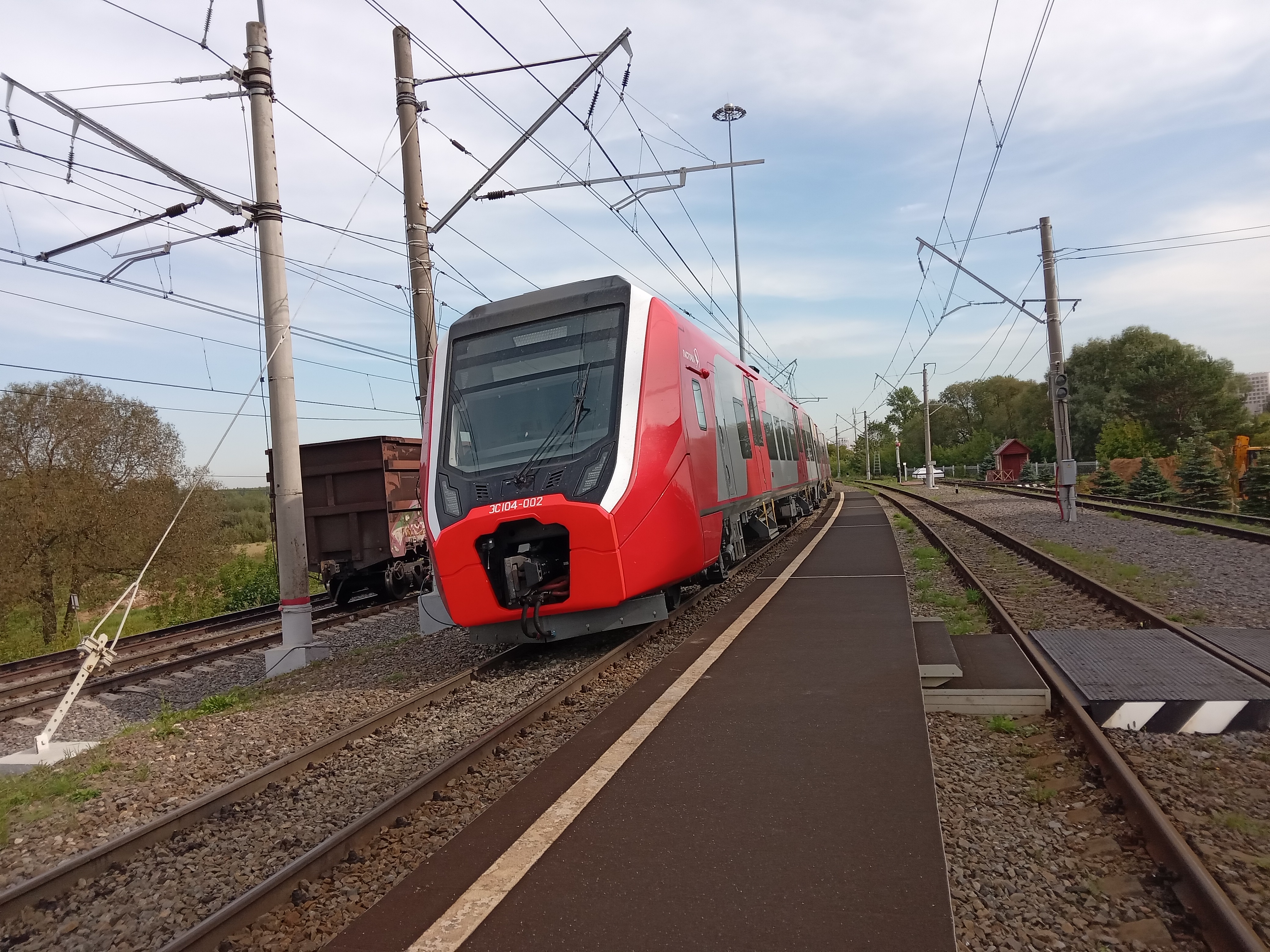
Электропоезд ЭС104-002 на испытаниях (экспериментальное кольцо ВНИИЖТ)

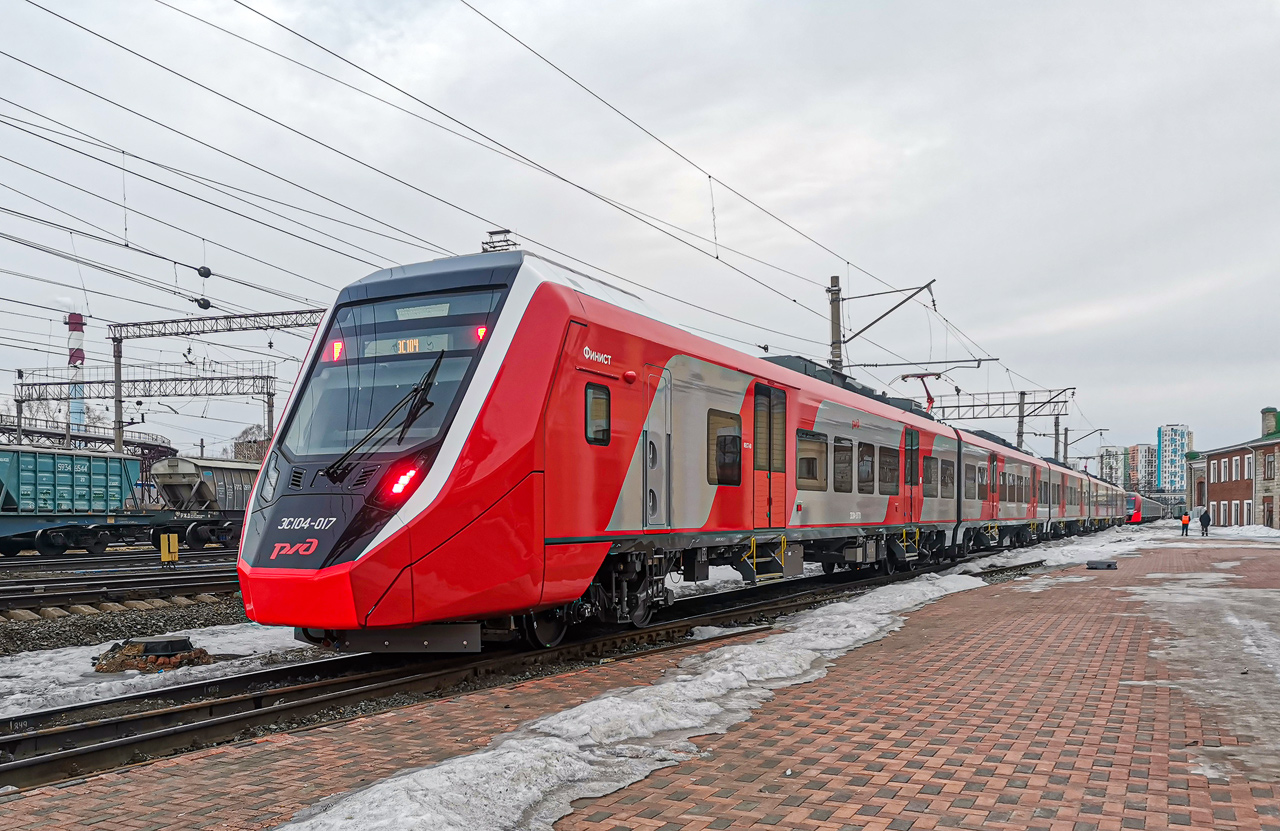
Электропоезд ЭС104-017 в депо на ст. Екатеринбург-Пассажирский

С 2023 года, после ухода компании Siemens с российского рынка, группой Синара реализуется собственный новый проект — электропоезд ЭС104 для линий постоянного тока (один из поездов проекта «Восток»), работы по которому начались до 2022 года (с использованием наработок Siemens). Новый электропоезд двухсистемного питания ЭС105 ожидается в 2024 году, а с 2025 года он должен получить дальнейшее развитие и стать гибридным (на батареях, с запасом хода около 125 км). В 2026 году должен появиться ЭС106 для МЦК. Предполагалось, что вся линейка будет выходить под общим прежним коммерческим названием «Ласточка», однако в декабре 2023 года ОАО «РЖД» запустили голосование по выбору нового коммерческого названия для серии ЭС104, в ходе которого было определено новое название «Финист». Новое название продолжает традицию по присвоению «птичьих» наименований скоростным поездам на сети Российских железных дорог. Финист, как и Феникс, только на русский манер, — это сказочная птица, символ вечного обновления и возрождения. Такой образ в точности повторяет судьбу «Ласточки», которая прошла перерождение из полностью зарубежного электропоезда в полностью российский.
28 декабря 2023 года первые четыре поезда ЭС104 «Финист» запущены в эксплуатацию на Свердловской железной дороге (СвЖД) в Екатеринбурге.

### Планируемая к выпуску

#### Проект ЭС1М-Д «Меридиан»
В 2019 году компания «Уральские локомотивы» подписала с ОАО «РЖД» соглашение о возможности производства электропоездов «Ласточка» смешанной этажности с одноэтажными головными и двухэтажными промежуточными вагонами, разработав в том же году дизайн-проект такого поезда в исполнении межрегионального экспресса. Данный проект является локализованной для России вариацией поездов семейства Siemens Desiro HC (High Capacity, то есть высокой вместимости). На начало 2020 года эта тема перешла в стадию рабочего проектирования. Проектируемый поезд получил обозначение ЭС1М-Д «Меридиан».Начало их производства для ОАО «РЖД» было запланировано на 2022 год, позже построить первый состав было запланировано только в 2024 году.
Отличительной особенностью проектного поезда ЭС1М-Д в сравнении как с другими поездами Desiro HC, так и «Ласточками» Desiro ML RUS, является применение характерных для поездов дальнего сообщения одностворчатых дверей с более узкими проёмами по концам вагонов вместо двухстворчатых дверей, расположенных посередине половинок вагонов, при этом головные вагоны планируется снабдить только одной парой дверей сзади. Лобовая маска кабины машиниста получит обновлённый дизайн с закрывающейся автосцепкой, а крыша головных одноэтажных вагонов по сравнению с другими моделями Desiro HC будет выровнена по высоте с двухэтажными. Количество вагонов в составе поезда увеличено до семи по сравнению с выпускаемыми составами Desiro HC, имеющими от четырёх до шести вагонов. Согласно проекту поезда будут предназначены для эксплуатации на линиях как постоянного тока 3 кВ, так и переменного тока 25 кВ, и иметь аккумуляторные батареи для обеспечения движения на неэлектрифицированных участках длиной до 120 км. Конструкционная скорость поезда должна составлять 160 км/ч, при этом их ускорение меньше, чем у пригородных поездов (в среднем 0,4 м/с² до скорости 60 км/ч).
Проектом салона предусмотрена как обычная дневная компоновка только с сидячими местами 2 класса по схеме 2+2 в едином салоне, так и ночная компоновка как с сидячими местами, так и со спальными местами в одно-, двух- и четырёхместных купе, а также вагон-ресторан (либо бистро) с детской игровой зоной в обоих вариантах. В вагонах должно быть всё необходимое, включая системы кондиционирования, дезинфекции и доступа в Интернет, а в поездах ночной компоновки наряду с туалетами предусмотрены душевые комнаты. Количество мест может различаться в зависимости от компоновки: в поездах с салоном ночной компоновки планируется разместить 321 место, включая 173 сидячих и 148 спальных, а обычной дневной — 496 сидячих мест и 4 прислонных места для маломобильных пассажиров в колясках.
Электропоезда планируется использовать на дальних межрегиональных маршрутах протяжённостью до 1250 км, где на них планируется заменить в том числе и обычные «Ласточки». Одним из пилотных проектов, по планам, должна стать организация курсирования их между Москвой и Нижним Новгородом. В перспективе можно будет запустить двухуровневые поезда на всех направлениях на юг с большим пассажиропотоком. Ввод этих поездов в эксплуатацию планировался на 2022 год в случае начала их производства, однако впоследствии сроки были перенесены на два года.

#### Проект «Ласточка β»
Дальнейшее развитие электропоездов «Ласточка» для работы на городских и ближних пригородных маршрутах в крупных агломерациях. На этих поездах планировалось использовать новую более обтекаемую форму лобовой части кабины машиниста. Электропоезда в городском исполнении должны были снабжаться дверными проёмами увеличенной ширины в 1600 мм вместо обычных 1250 мм, а выдвижные ступени для выхода на низкие платформы у них не будут применяться, поскольку их эксплуатация планируется только в регионах, оборудованных высокими платформами. Пригородные поезда предусматривают возможность включения низкопольных вагонов с заниженными дверями для возможности бесступенчатого выхода на низкие платформы. Также планировалось увеличить ускорение поездов: у городских поездов его среднее значение при разгоне до 60 км/ч составило бы не менее 1 м/с², а у пригородных — 0,7 м/с². Ещё одним новшеством стала бы возможность формирования трёхвагонных составов за счёт иной компоновки оборудования. Поезда городского типа планировалось выпускать в составности от 3 до 11 вагонов только для линий постоянного тока, а поезда пригородного типа — от 3 до 12 вагонов в двухсистемном варианте.

### Снятая с производства

#### Электропоезда ЭС2Г/ЭС2ГП/ЭС1П «Ласточка»
30 мая 2014 года на ООО «Уральские локомотивы» выпущен первый экземпляр пассажирского электропоезда «Ласточка» — «Городской экспресс» (ЭС2Г), предназначенный для перевозок пассажиров на электрифицированных линиях постоянного тока на маршрутах с большим пассажиропотоком, оборудованных высокими платформами, с длиной участка оборота не более 200 км и конструкционной (максимальной) скоростью в эксплуатации 160 км/ч.
Кузова вагонов российской «Ласточки» изготавливаются из специальных алюминиевых сплавов, что обеспечивает высокую коррозионную стойкость конструкции, относительно малый вес в сочетании с высокими прочностными показателями.
Электропоезда «Ласточка», выпущенные на заводе «Уральские локомотивы», более чем на 80 % состоят из отечественных компонентов.
Первые поезда «Ласточка» российской постройки (ЭС2Г), в отличие от поставленных из Германии (в России — ЭС1), предназначены для эксплуатации исключительно на линиях постоянного тока напряжения 3 кВ и ориентированы на перевозки пассажиров в пределах мегаполисов и пригородных зон. Данная модификация превосходит немецкий аналог по мощности (2932 против 2500 кВт) и надёжности эксплуатации. Более мощный, чем у европейского варианта, тяговый привод обеспечивает повышенные показатели ускорения, что позволяет выдержать напряжённый график движения даже при частых остановках для посадки и высадки пассажиров.
Позже завод освоил производство электропоезда постоянного тока повышенной комфортности (ЭС2ГП) и двухсистемного электропоезда повышенной комфортности (ЭС1П).
С 1 октября 2015 года уральские «Ласточки» совершают регулярные рейсы на направлении Москва-Пассажирская — Крюково (г. Зеленоград) — Тверь Октябрьской железной дороги, а с 1 ноября 2015 года — на Свердловской железной дороге на направлениях Екатеринбург — Нижний Тагил, Екатеринбург — Каменск-Уральский и Екатеринбург — Кузино. В 2016 году электропоезда «Ласточка» серии ЭС2Г обслуживаются в моторвагонном депо ТЧ-96 Подмосковная. С мая 2016 года электропоезда открыли тестовое движение в качестве городского поезда на маршрутной линии Московского центрального кольца (МЦК), а с 10 сентября 2016 года начали регулярные пассажирские перевозки. По состоянию на май 2020 года изготовлено 117 пятивагонных составов ЭС2Г, пять семивагонных составов ЭС2Г и 10 десятивагонных состав ЭС2Г, а также 17 пятивагонных составов ЭС2ГП и 19 пятивагонных состава ЭС1П с местами повышенной комфортности.
- Обзор и поездка на ЭС2Г на линии Москва — Крюково
- Поездка на ЭС2Г по МЦК

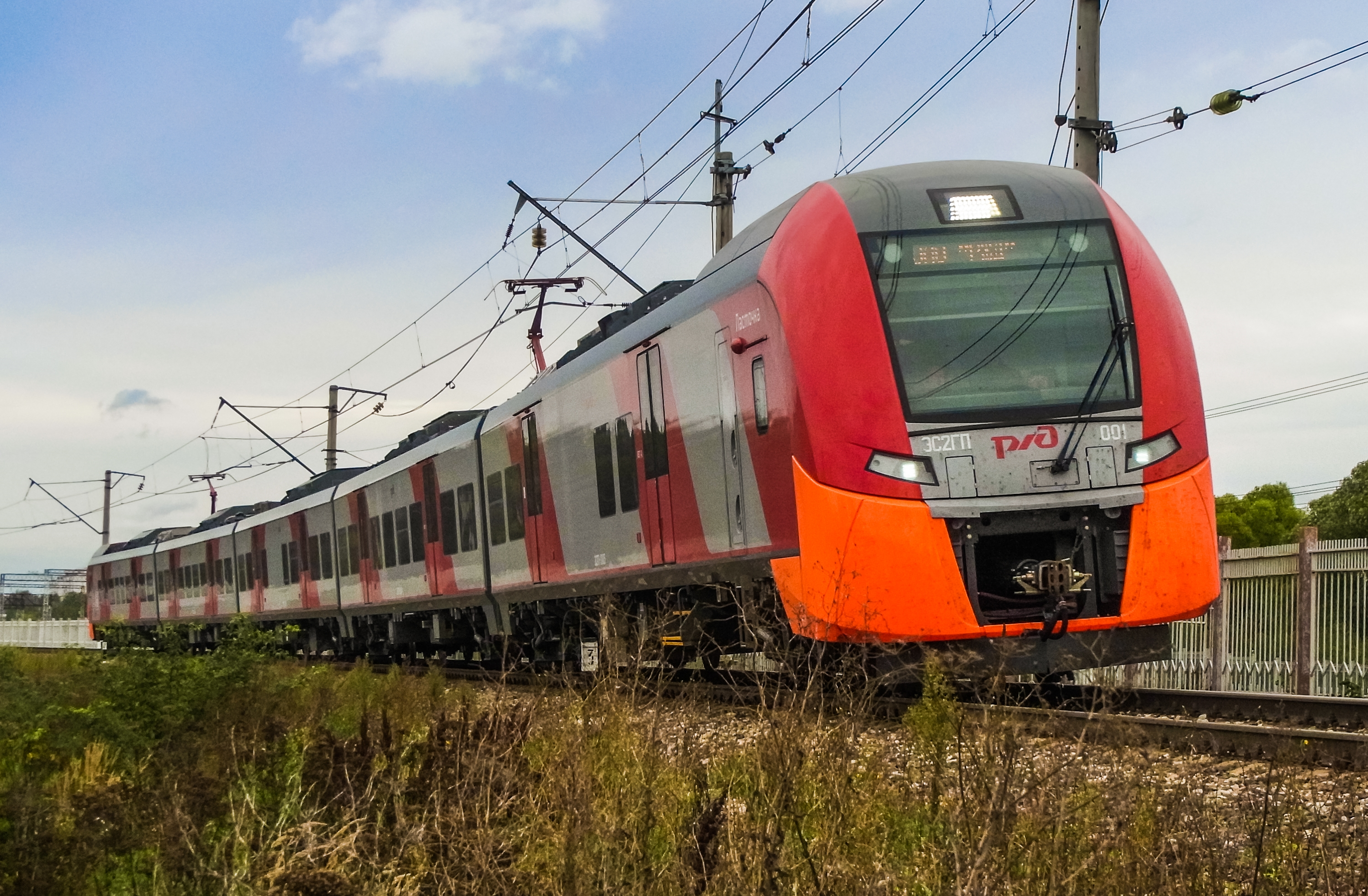
ЭС2ГП-001 на кольце ВНИИЖТ

#### Электровоз 2ЭС7 «Чёрный гранит»
Электровоз фактически является вариантом электровоза 2ЭС10 «Гранит», предназначенным для работы на участках электроснабжения переменного тока напряжения 25 кВ. Опытный экземпляр построен в июле 2013 года. В 2014 году временно эксплуатировался в депо Красноуфимск Горьковской железной дороги. Данной серии присвоено наименование «Чёрный гранит».

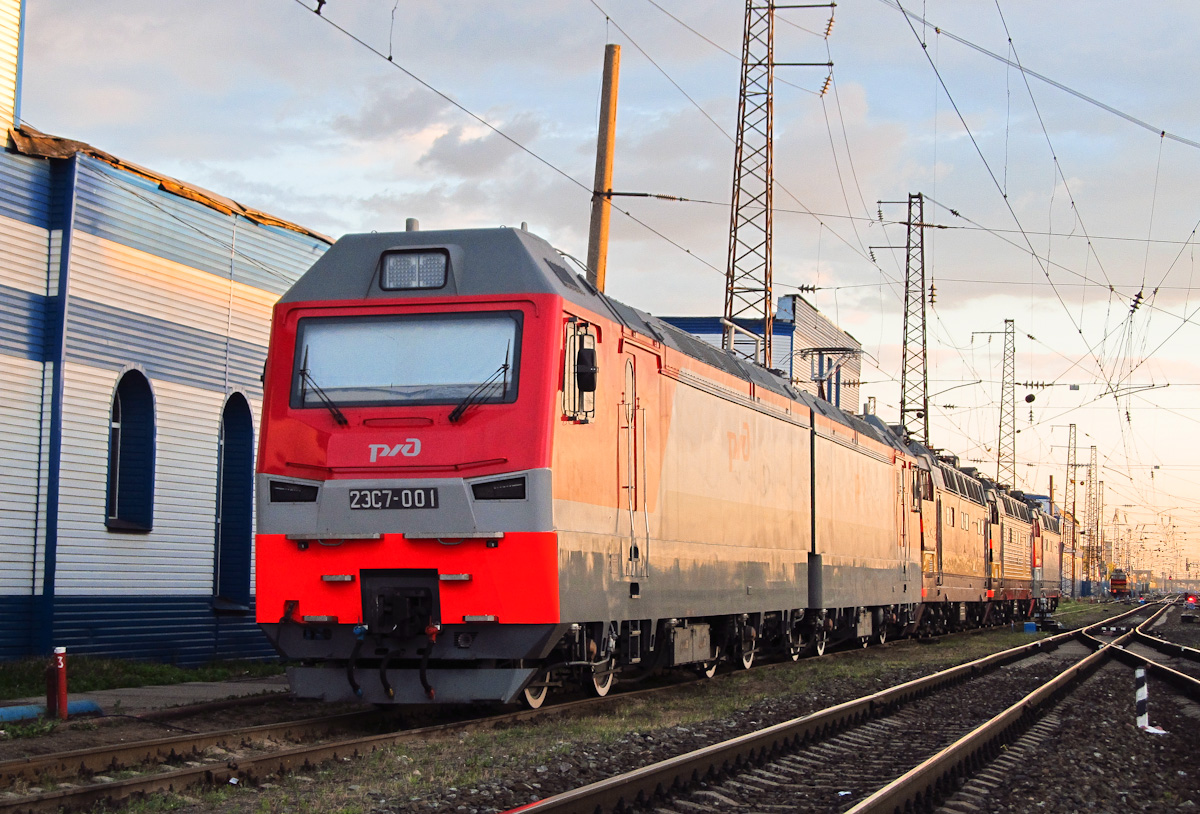
2ЭС7-001 в окраске РЖД
- 2ЭС7-001 в классической окраске на кольце ВНИИЖТ в Щербинке

#### Электровоз 2ЭС10 «Гранит»
Грузовой магистральный электровоз постоянного тока с асинхронным тяговым приводом «Гранит» (2ЭС10) разработан специалистами департамента конструкторских исследований и разработок ООО «Уральские локомотивы» и концерна Siemens AG (технические руководители проекта Брексон Виталий Вильямович — с российской стороны, Мартин Ляйтель — со стороны концерна Siemens AG).
Позволяет водить составы весом до 8-10 тыс. тонн, что почти в два раза больше, чем для электровозов ВЛ11 .
Презентация первого опытного образца электровоза «Гранит» состоялась 18 ноября 2010 года.
Технические характеристики электровоза «Гранит» превосходят параметры электровоза ВЛ11 на 55-60 %, электровоза 2ЭС6 — на 30 %
Для увеличения мощности электровоза «Гранит» до 13,2 МВт на предприятии разработана бустерная секция. Применение данной опции позволяет локомотивам перемещать составы весом до 9000 тонн без разделения на станциях перелома. На конец 2019 года выпущено 168 электровозов.

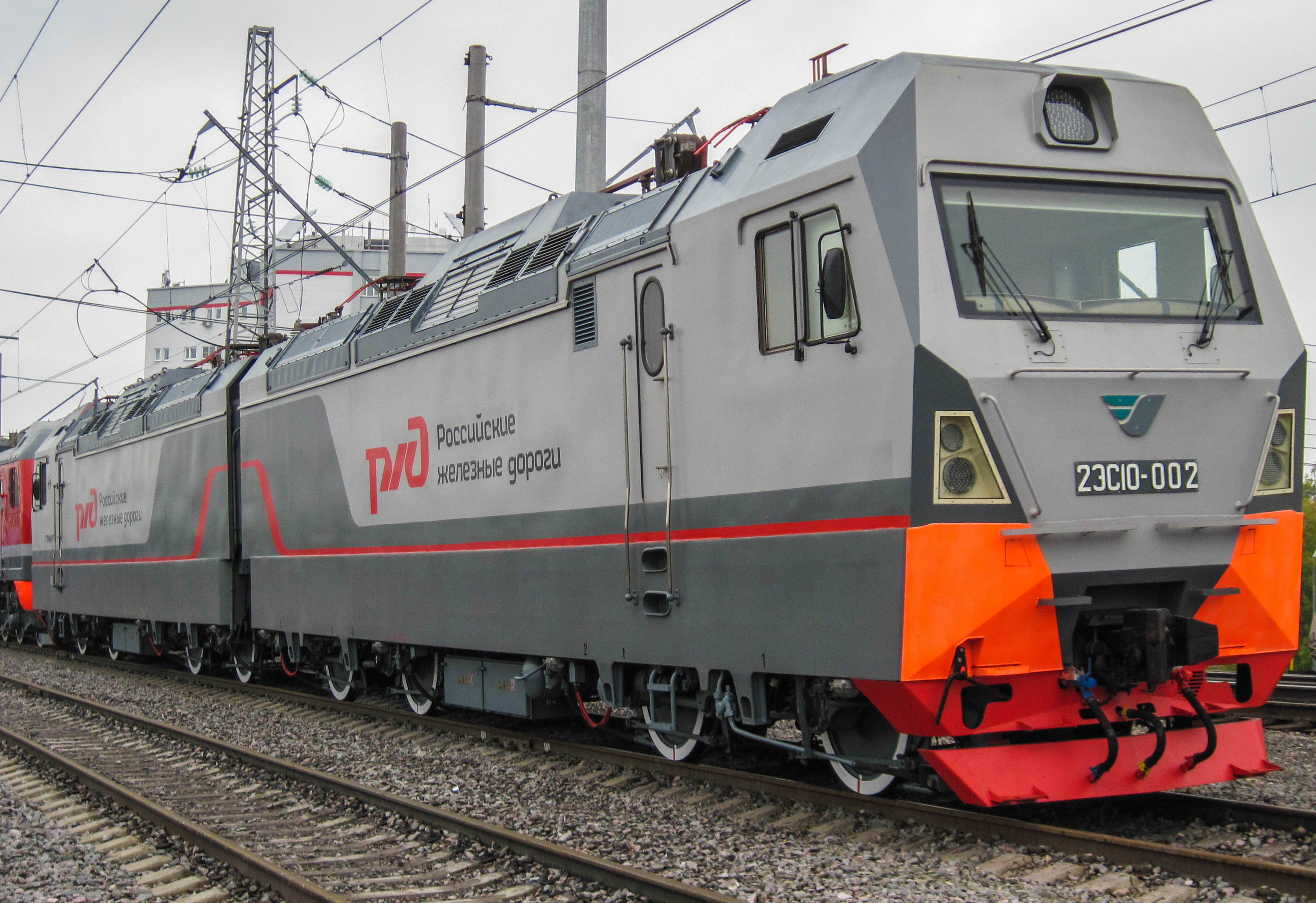
2ЭС10-002
- Поездка в кабине электровоза 2ЭС10
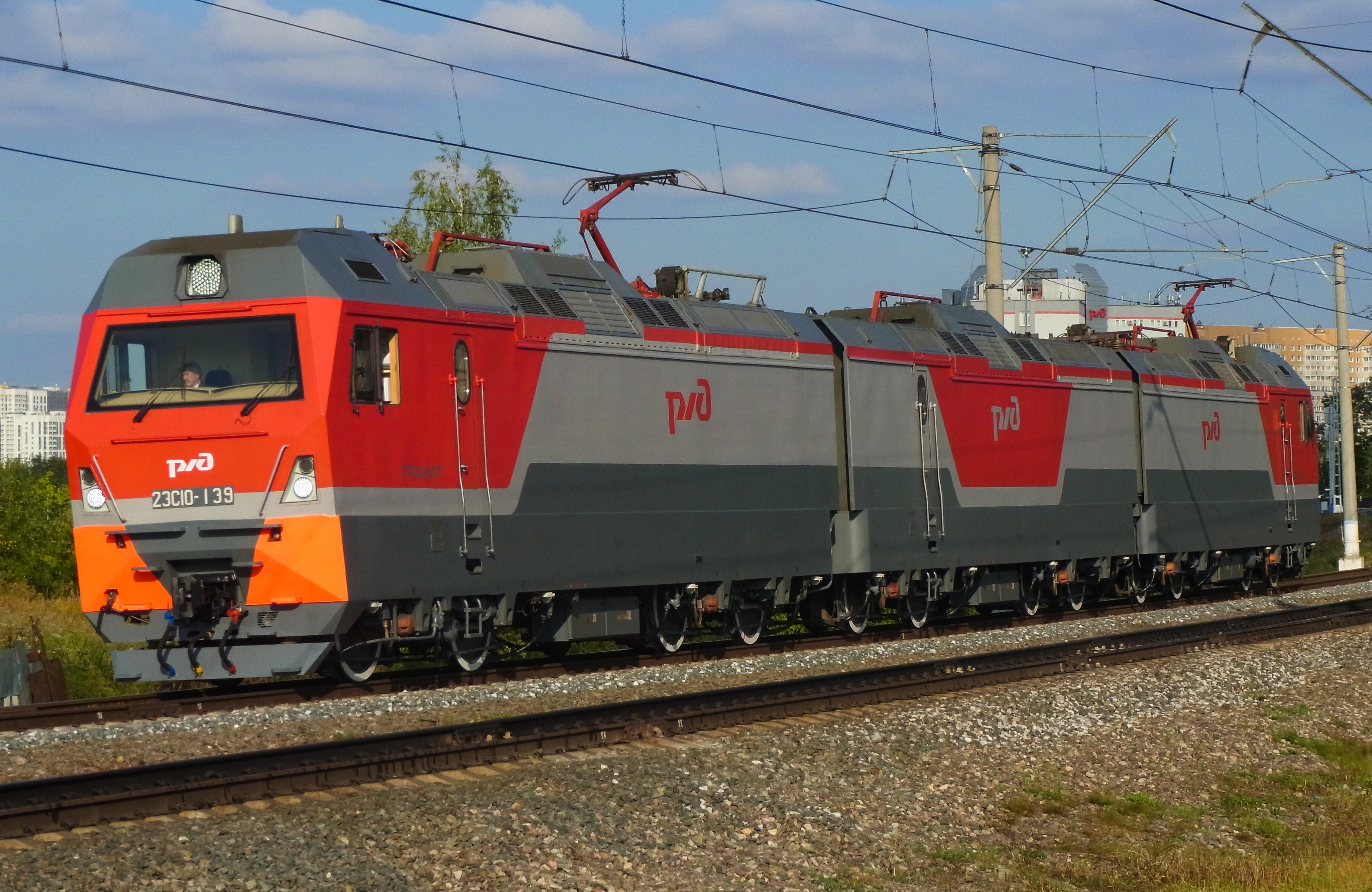
2ЭС10-139 с бустерной секцией (3ЭС10)

## Производственный комплекс

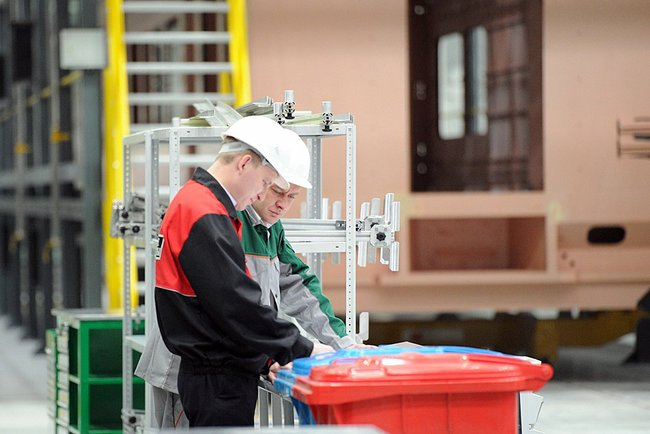
Рабочие завода за работой

Производственный комплекс предприятия рассчитан на выпуск 380 локомотивосекций в год. Он состоит из 17 участков по механообработке металла, формированию колесных пар, сварке, сборке и испытанию основных блоков и комплектующих электровозов, их покраске и сушке. Это свыше 500 единиц оборудования.
В том числе 11 обрабатывающих центров, лазерная установка и гибочная машина, оборудование для плазменной резки, дробеструйная и покрасочно-сушильная камеры.
В 2014 году запущен отдельный производственный комплекс для выпуска скоростных электропоездов «Ласточка».